# Marcos históricos nacionais em Rhode Island
A lista de Marcos Históricos Nacionais em Rhode Island contém os marcos designados pelo Governo Federal dos Estados Unidos para a cidade de Nova Iorque.
Existem 45 Marcos Históricos Nacionais (NHLs) em Rhode Island. O primeiro marco de Rhode Island foi designado em 9 de outubro de 1960 e o mais recente em 16 de outubro de 2012.

## Listagem atual
Para manter a consistência, os registros são ordenados aqui conforme listados no programa NHL.
Legenda:
| NRHP | Registro Nacional de Lugares Históricos |
| NHL  | Marco Histórico Nacional                |
| NHLD | Distrito Histórico Nacional             |
| HD   | Distrito Histórico                      |
| NHS  | Local Histórico Nacional                |
| NMEM | Memorial Nacional dos EUA               |
| NMON | Monumento Nacional dos EUA              |
| NHP  | Parque Histórico Nacional dos EUA       |
| NMP  | Parque Nacional Militar dos EUA         |

| [ 2 ] | Nome                                               | Imagem | Inclusão                          | Localidade e coordenadas | Condado    | NHLS     | Observações |
| ----- | -------------------------------------------------- | ------ | --------------------------------- | --- | ---------- | -------- | --- |
| 1     | Nelson W. Aldrich House                            |        | 8 de dezembro de 1976 (48 anos)   | 110 Benevolent Street, Providence 41° 49′ 30″ N, 71° 23′ 44″ O                                                                                              | Providence | 76000040 | Casa de estilo federal de Aldrich, senador dos EUA e um dos homens mais poderosos de Washington na virada do século XX. Hoje é sede da Rhode Island Historical Society.                                                   |
| 2     | Arcade                                             |        | 11 de maio de 1976 (48 anos)      | 130 Westminster Street e 65 Weybosset Street, Providence 41° 49′ 27″ N, 71° 24′ 39″ O                                                                       | Providence | 71000029 | Primeiro shopping comercial fechado nos EUA, construído em 1828. |
| 3     | Eleazer Arnold House                               |        | 18 de outubro de 1968 (56 anos)   | Great Road (RI 123) próximo ao cruzamento com a RI 126, Lincoln 41° 54′ 03″ N, 71° 25′ 13″ O                                                                | Providence | 68000006 | Construída em 1693 por Eleazer Arnold. |
| 4     | Isaac Bell House                                   |        | 25 de setembro de 1997 (27 anos)  | 70 Perry Street, Newport 41° 28′ 45″ N, 71° 18′ 42″ O | Newport    | 97001276 | Primeira casa em estilo Shingle. |
| 5     | Distrito Histórico de Bellevue Avenue              |        | 11 de maio de 1976 (48 anos)      | Aproximadamente delimitado pelo Oceano Atlântico, Easton Bay, Coggeshall Avenue, Spring Streey e Memorial Boulevard, Newport 41° 28′ 45″ N, 71° 18′ 42″ O   | Newport    | 72000023 | Vários exemplares de mansões, em estilos de época, construídas aqui por veranistas no final do século XIX e início do século XX.                                                                                          |
| 6     | Block Island Southeast Light                       |        | 25 de setembro de 1997 (27 anos)  | South East Light Road, New Shoreham 41° 09′ 35″ N, 71° 32′ 50″ O                                                                                            | Washington | 97001264 | Um farol de tijolo gótico vitoriano de 1874. |
| 7     | The Breakers                                       |        | 12 de outubro de 1994 (30 anos)   | Ochre Point Avenue, Newport 41° 28′ 11″ N, 71° 17′ 55″ O | Newport    | 71000019 | Mansão construída na década de 1890 como casa de veraneio de Cornelius Vanderbilt II. |
| 8     | Brick Market                                       |        | 9 de outubro de 1960 (64 anos)    | Thames Street & Washington Square, Newport 41° 28′ 11″ N, 71° 17′ 55″ O                                                                                     | Newport    | 66000019 | Edifício colonial clássico de estilo sofisticado. |
| 9     | John Brown House                                   |        | 18 de outubro de 1968 (56 anos)   | 52 Power Street, Providence 41° 54′ 03″ N, 71° 25′ 13″ O | Providence | 68000007 | Casa georgiana de John Brown, benfeitor da Universidade Brown, construída em 1786. |
| 10    | Chateau-sur-Mer                                    |        | 9 de outubro de 1960 (64 anos)    | 424 Bellevue Avenue, Newport 41° 28′ 16″ N, 71° 18′ 19″ O                                                                                                   | Newport    | 68000002 | Edifício colonial clássico de estilo sofisticado. |
| 11    | Cocumscussoc Archeological Site                    |        | 12 de abril de 1993 (31 anos)     | Endereço restrito, North Kingstown 41° 35′ 00″ N, 71° 27′ 16″ O                                                                                             | Washington | 72000010 | Área ao redor de Smith's Castle, uma das casas mais antigas de Rhode Island, construída no local onde já foi um posto comercial estabelecido por Roger Williams.                                                          |
| 12    | Distrito Histórico de College Hill                 |        | 30 de dezembro de 1970 (54 anos)  | Aproximadamente delimitado pelos rios Providence e Seekouk, Olney, Hope, e Governor Streets, Carrington e Whittier, Providence 41° 49′ 35″ N, 71° 24′ 12″ O | Providence | 70000019 | Originalmente com 120 acres (30 ha) de Providence, conforme definido por Roger Williams; atualmente povoada por muitas casas históricas bem preservadas, pela Universidade Brown e pela Escola de Design de Rhode Island. |
| 13    | Corliss-Carrington House                           |        | 30 de dezembro de 1970 (54 anos)  | 66 Williams Street, Providence 41° 49′ 20″ N, 71° 24′ 08″ O                                                                                                 | Providence | 70000020 | Exemplo bem preservado de uma casa de cidade de 1812 em estilo Adamesque-Federal, com colunas decorativas em ferro forjado.                                                                                               |
| 14    | Crescent Park Looff Carousel                       |        | 27 de fevereiro de 1987 (38 anos) | Bullock's Point Avenue, East Providence 41° 45′ 23″ N, 71° 21′ 33″ O                                                                                        | Providence | 76000045 | Carrossel bem preservado construído por Charles I. D. Looff em 1895; acabamento extremamente detalhado. |
| 15    | The Elms                                           |        | 19 de junho de 1996 (28 anos)     | Bellevue Avenue, Newport 41° 29′ 08″ N, 71° 18′ 14″ O | Newport    | 71000021 | "Casa de campo" de veraneio e propriedade de Edward J. Berwind no estilo neoclássico. |
| 16    | Primeira Igreja Batista na América                 |        | 9 de outubro de 1960 (64 anos)    | North Main Street, entre Thomas e Waterman Streets, Providence 41° 49′ 31″ N, 71° 24′ 33″ O                                                                 | Providence | 66000017 | Congregação batista mais antiga dos Estados Unidos, fundada por Roger Williams em 1638. O edifício atual data de 1775. |
| 17    | Fleur-de-lys Studios (Clube de Arte de Providence) |        | 5 de outubro de 1992 (32 anos)    | 7 Thomas Street, Providence 41° 41′ 39″ N, 71° 24′ 32″ O | Providence | 92001886 | Colaboração de Sydney Richmond Burleigh e Edmund Willson. É um dos principais trabalhos iniciais do movimento de arts & crafts americano.                                                                                 |
| 18    | Flying Horse Carousel                              |        | 27 de fevereiro de 1987 (38 anos) | Bay Street, Westerly 41° 18′ 25″ N, 71° 51′ 31″ O | Washington | 80000019 | Um dos primeiros carrosséis americanos ainda em operação, que data de 1876. Os cavalos são suspensos por correntes, dando-lhe o nome.                                                                                     |
| 19    | Fort Adams                                         |        | 8 de dezembro de 1987 (37 anos)   | Oeste de Newport na Fort Adams Road e Harrison Avenue 41° 28′ 30″ N, 71° 20′ 28″ O                                                                          | Newport    | 70000014 | Local de fortificações desde 1799, a maioria das instalações existentes data de meados do século 19. Fort Adams foi o principal local de defesa da baía de Narragansett.                                                  |
| 20    | General Nathanael Greene Homestead                 |        | 28 de novembro de 1972 (52 anos)  | 20 Taft Street, Coventry 41° 28′ 30″ N, 71° 20′ 28″ O | Kent       | 71000014 | Propriedade do general da Guerra Revolucionária Americana Nathanael Greene. |